# Velký švýcarský salašnický pes
Velký švýcarský salašnický pes (německy: Grosser schweizer Sennenhund, anglicky: Greater Swiss Mountain Dog) je po bernardýnovi největší ze švýcarských horských psů. Toto plemeno je velmi staré, je známé již od středověku. Sloužil k tahání, nošení a hlídání na vesnicích. Postupně však toto plemeno vymíralo, avšak díky chovatelům F. Schertenliebovi a A. Heimovi se toto plemeno zachovalo do dnešních dní .

## Historie plemene
Nejspíše je potomkem velkých římských mastifů . Ti byli považováni za vyhynulé, avšak na začátku 20. století bylo znovu objeveno už zmiňovanými chovateli. Pokusili se tak o obnovu tohoto psa, který bylo pod tímto jménem uznán jako plemeno v roce 1910. Velký švýcarský salašnický pes je považován za nejstarší z existujících 13 švýcarských plemen .
O pradávném původu velkého salašnického a bernského psa existuje několik teorií. Podle nejpopulárnější teorie jsou tito psi nástupci molossoidních psů, obrovských (prý až 140 kg) mastifů, kteří doprovázeli římské legie na jejich cestách při dobývání střední Evropy v prvním století př. n. l.
Podle jiné hypotézy bylo velké psí plemeno zavlečeno do Evropy Féničany, kteří se kolem roku 1100 př. n. l. usídlili ve Španělsku. Předpokládá se, že tito psi migrovali východně a ovlivnili přitom vývoj psů typů velký mastif, jako jsou španělský mastif, velký pyrenejský pes, bordeauxská doga, rottweiler a dalších jako i velkých švýcarských plemen bernardýnů a velkých švýcarských a bernských salašnických psů.
Jiná teorie předpokládá, že velké plemeno psů existovalo na území Švýcarska již během římské invaze do Alpských regionů střední Evropy. Během této invaze pak došlo ke křížení původních plemen s psy římskými, a to vedlo ke vzniku bernardýnských a salašnických psů.

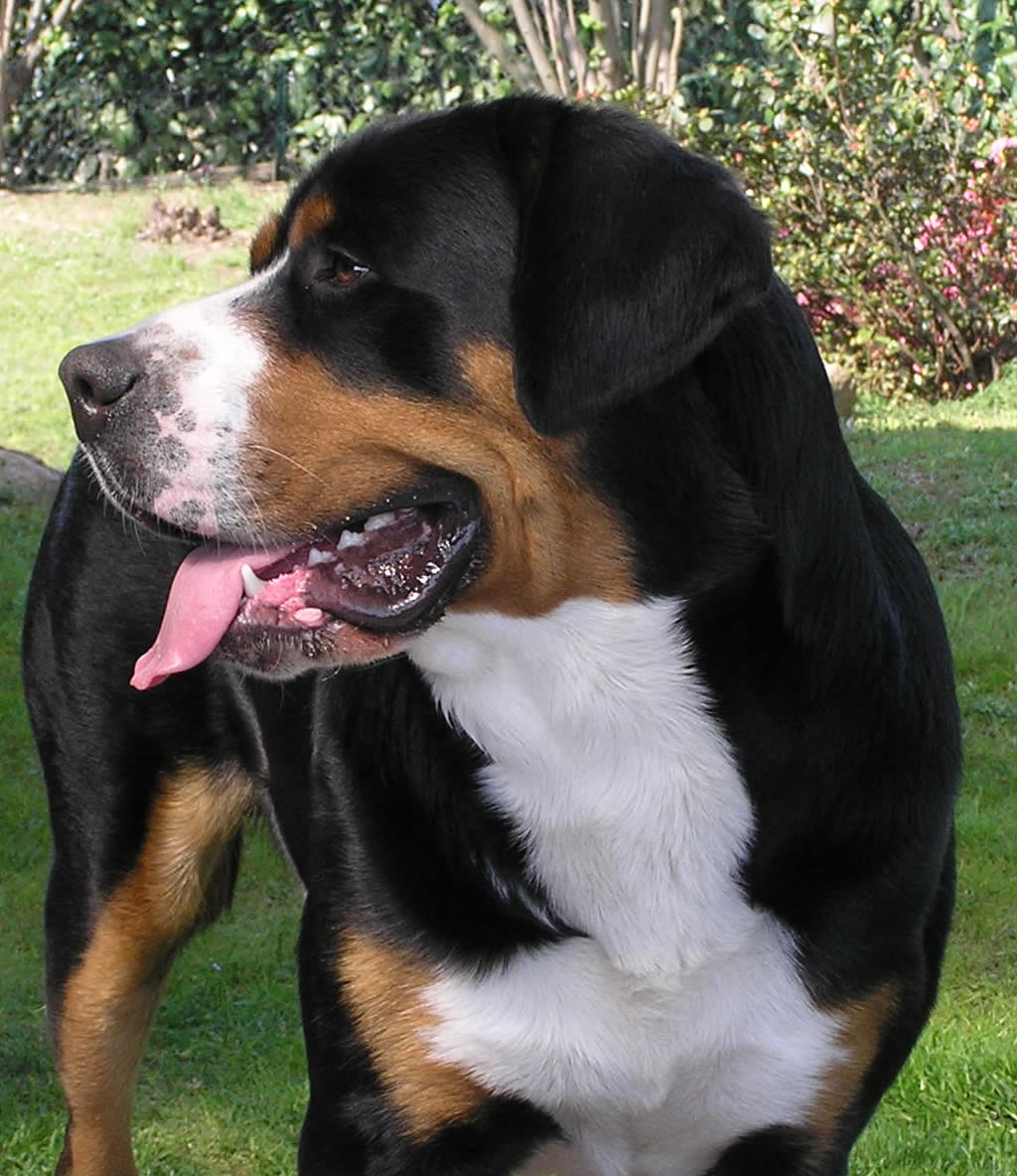

Novodobá historie plemene je na rozdíl od dávného původu poměrně krátká. U příležitosti jubilejní výstavy k 25. výročí založení Švýcarské kynologické společnosti (Schweizer kynologische Geselschaft-SKG) v roce 1908 v Langenthalu byli poprvé dva takoví psi předvedeni k posouzení jako „krátkosrstí bernští salašničtí psi“ prof. Albertu Heimovi. Tento významný švýcarský kynolog z konce minulého a začátku 20. století, který se rozhodujícím podílem zasloužil o založení a konsolidaci chovu všech plemen švýcarských salašnických psů, poznal v těch dvou krátkosrstých psech původní, velké salašnické a řeznické psy, kteří již byli považováni za vymizelé. Tito psi byli Švýcarskou kynologickou společností (SKG) uznáni jako samostatné plemeno a poprvé zapsáni v roce 1909 jako "Velký švýcarský salašnický pes" do 12. svazku Švýcarské plemenné knihy.

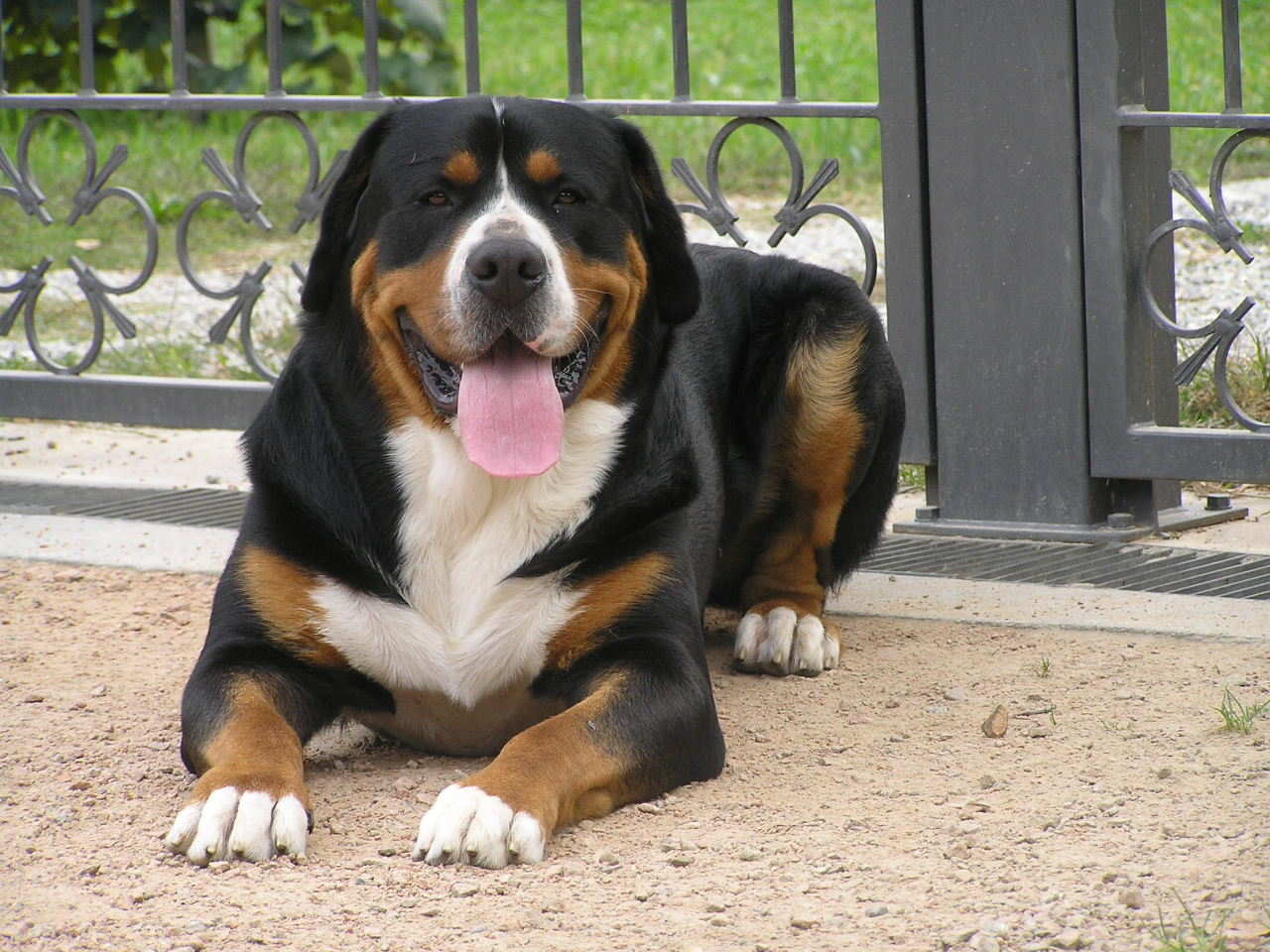

V kantonu Bern byli vyhledáni další psi a feny kteří svým vzhledem odpovídali popisu tohoto plemene, jak jej připravil prof. Albert Heim. S těmi byl také založen již systematicky řízený čistokrevný chov. V lednu 1912 byl založen Klub velkých švýcarských salašnických psů, který převzal péči o chov a propagaci tohoto plemene . Po dlouhá léta zůstávala však chovná základna málo početná, neboť bylo obzvlášť těžké zajistit k chovu dobře způsobilé feny. Teprve od roku 1933 mohlo být ročně zapisováno do Švýcarské plemenné knihy více než 50 psů tohoto plemene. Dne 5. února 1939 byl poprvé FCI uznán a zveřejněn standard Velkých švýcarských salašnických psů, kteří byli používáni i ve službách švýcarské armády během II. Světové války. Zde byli používáni k tahu a také k nošení břemen, zvláště v těžce přístupném horském terénu.
Pracovní využití velkého švýcarského salašnického psa také přispělo k tomu, že v roce 1945 bylo poprvé zapsáno do Švýcarské plemenné knihy přes 100 štěňat a celkový stav tohoto plemene ve Švýcarsku obnášel 350 až 400 zvířat. Dnes je toto plemeno chováno i v okolních zemích Švýcarska.
Pro svou klidnou a vyrovnanou povahu je velký švýcarský salašnický pes ceněn především jako pes vhodný pro rodinu.[zdroj⁠?!] Chov Velkých švýcarských salašnických psů je dnes rozšířen téměř po celé Evropě, i když v některých zemích jen ojediněle, ale nachází své příznivce i na jiných kontinentech a speciálně v USA.

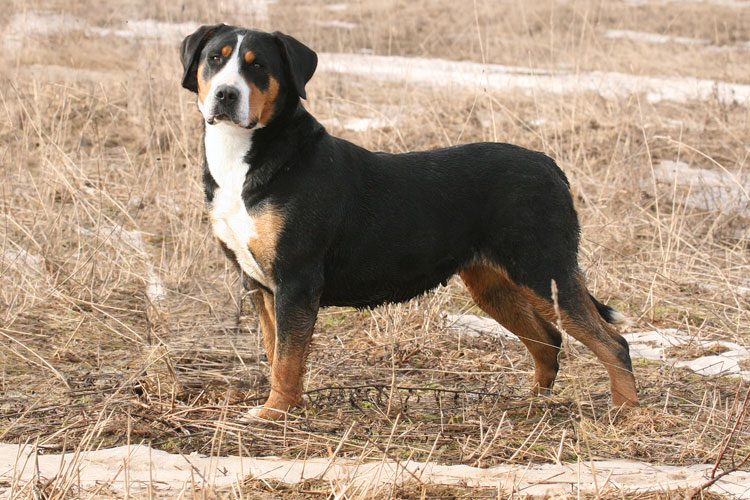

## Charakteristika plemene
Velký švýcarský salašnický pes je masivně a přesto harmonicky stavěný velký pes. Má dobré osvalení a přes svoji velikost a hmotnost prokazuje vytrvalost a dobrou pohyblivost. Feny se dorůstají 60 - 68 cm v kohoutku a psi by měli měřit 65 - 72 cm v kohoutku. Hmotnost velkého salašnického psa je 59 - 61 kg, fenky váží 40 až 50 kg. Srst je krátká, rovná a tvrdá. Velký švýcarský salašnický pes má trikolorní zbarvení se základní černou barvou a symetricky rozloženými rezavými a bílými znaky.
Velký švýcarský salašnický pes je jistý, pozorný, ostražitý a nebojácný v běžných každodenních situacích. Dobromyslný a přítulný k jemu známým osobám, sebejistý vůči cizím, středního temperamentu. Hodí se k dětem a většinou s nimi vychází dobře. I s jinými psy vychází dobře, není příliš dominantní a vůbec agresivní. Má sklony pronásledovat rychle se pohybující předměty, hlavně zvířata, proto je nutné psy seznámit s jinými zvířaty již ve štěněcím věku.

## Potřeby a nároky
Pes má poměrně krátkou srst, podsada je však velmi hustá – snáší dobře studené počasí, nemá rád teplo. Je to pes nehodící se do města, který potřebuje dostatek pohybu a čerstvého vzduchu. Není třeba pečovat o srst. Je to velmi dobrý hlídač, který je ale vlídný k lidem. Může žít celoročně venku.